# Derechos fundamentales en la Constitución española
En el derecho español, se consideran derechos fundamentales a aquellos derechos que, con eficacia directa, se contienen en la Constitución española.

## Derechos fundamentales en la Constitución
Los Derechos Fundamentales se contienen en la Constitución con plena fuerza normativa. De ahí que vinculen a todos los poderes públicos (artículo 53.1 CE), incluso al legislador.
Aunque el Título I de la Constitución se titula «De los derechos y deberes fundamentales» se discute si existen otros derechos fundamentales en distintos títulos de la Constitución (así, se mencionan los artículos 105 o 125, entre otros). Estos otros preceptos gozan de carácter normativo en virtud del artículo 9.1 CE, y sirven por tanto como criterio de validez de las leyes, pero no son susceptibles de ser defendidos a través del recurso de amparo ni el procedimiento preferente y sumario de protección de los derechos fundamentales, cuyo objeto está limitado por el artículo 53 de la CE, salvo en la medida en que sean desarrollo de derechos fundamentales del Título I de la Constitución. La doctrina suele considerar que poseen invocabilidad directa. También uno de los derechos fundamentales de la persona, es el derecho a ser una persona.
Por otro lado, no todo lo contenido en el Título I de la Constitución puede ser considerado como derecho fundamental. Así, se encuentran en el mismo garantías institucionales, que buscan garantizar una institución frente al legislador, sin que pueda eliminarla ni regularla de forma que la haga irreconocible o inútil. La teoría de las garantías institucionales, procedente de la doctrina alemana, concretamente de Carl Schmitt, obliga a respetar un núcleo esencial. En palabras de la Sentencia del Tribunal Constitucional 32/1981 "la garantía institucional no asegura un contenido concreto o un ámbito competencial determinado y fijado de una vez por todas, sino la preservación de una institución en términos reconocibles para la imagen que de la misma tiene la conciencia social en cada tiempo y lugar. Dicha garantía es desconocida cuando la institución es limitada de tal modo que se le priva prácticamente de sus posibilidades de existencia real para convertirse en un simple nombre". Aunque el Tribunal Constitucional ha reconocido como derecho fundamental susceptible de protección por los mecanismos del artículo 53 de la Constitución la garantía institucional de la autonomía universitaria (artículo 27.10 de la Constitución; Sentencia del TC 26/1987), ha negado tal protección a la relación entre el Estado y las confesiones religiosas (artículo 16.3; Sentencia 1993/1983).
En el título I de la Constitución se encuentran también deberes constitucionales, los más claros, los militares (artículo 30) y los tributarios (artículo 31). Esos artículos establecen límites al legislador al regular los deberes respectivos, tanto materiales (así, la progresividad fiscal) como procedimentales (reserva de ley).

## Dimensión subjetiva y objetiva de los derechos fundamentales
Los derechos fundamentales, de acuerdo con Sentencias del Tribunal Constitucional como la 53/1985, poseen una doble dimensión:
- Dimensión subjetiva: otorgan facultades a las personas que estas pueden hacer valer en circunstancias específicas.
- Dimensión objetiva: positivizan valores sociojurídicos básicos o, en palabras del artículo 10.1 de la Constitución, son «el fundamento del orden político y de la paz social». De esta dimensión objetiva se infiere la exigencia de una promoción activa de los mismos por parte de los poderes públicos (vinculación positiva), así como la fuerza expansiva de los derechos fundamentales. La atención concedida a la dimensión objetiva ha llevado a formular la «teoría institucional de los derechos fundamentales», para la cual la importancia de los derechos fundamentales reside en crear un ambiente general respetuoso de los mismos. Esta teoría presta gran atención al desarrollo legal y la aplicación administrativa y judicial de los preceptos constitucionales, pero ha recibido acusaciones de antiindividualismo.

## Tipología de los derechos fundamentales
Con arreglo al artículo 53 de la Constitución, debe distinguirse:
- Derechos contenidos en la Sección Primera del Capítulo II del Título I de la Constitución y el artículo 14. Les son aplicables las siguientes garantías: vinculación de todos los poderes públicos, reserva de ley, respeto al contenido esencial, procedimiento preferente y sumario, recurso de amparo, procedimiento agravado de reforma constitucional (artículo 168 de la Constitución).
- Derechos contenidos en la Sección Segunda del Capítulo II del Título I de la Constitución. Les son aplicables las siguientes garantías: vinculación de todos los poderes públicos, reserva de ley, respeto al contenido esencial, procedimiento ordinario de reforma constitucional (artículo 167 de la Constitución). El artículo 30 de la Constitución es susceptible ser alegado en recurso de amparo.
- Principios rectores de la política económica y social (Ver abajo).

Existe un debate doctrinal acerca de si el segundo y el tercer tipo deben ser considerados como derechos fundamentales.

### Derechos y Libertades en el ámbito personal
- Derecho a la vida: Incluyendo la abolición de la pena de muerte.
- Derecho a la integridad física y moral: Prohibiendo torturas, penas o tratos inhumanos.
- Libertad de creencias: Tanto ideológicas como religiosas. Se declara la aconfesionalidad del estado y el derecho a no declarar sobre ideología, religión o creencias.
- Derecho a la libertad y seguridad: limitación de la detención preventiva, derecho a ser informado de los derechos y razones y derecho a no declarar si se produce una detención, derecho a un abogado en diligencias judiciales y policiales, procedimiento de «habeas corpus» y plazo máximo de la prisión provisional establecido por ley.
- Derecho a la seguridad jurídica y tutela judicial: Que garantiza un proceso penal con garantías. Derecho al juez ordinario. Derecho a la defensa y asistencia de letrado. A conocer la acusación formulada contra ellos. A un proceso público y sin dilaciones. Derecho a no declarar contra sí mismos y a no confesarse culpables. Derecho a la presunción de inocencia.
- Derecho a la vida privada: Que incluye:
  - Derecho a la intimidad personal y familiar, una vida privada y derecho al honor y la propia imagen.
  - Derecho al secreto de las comunicaciones.
  - Inviolabilidad del domicilio.
  - Incluye la limitación del uso de la informática para proteger la intimidad personal y familiar y el pleno ejercicio de sus derechos. Con la STC 292/2000 "a raíz" de este derecho, se crea el derecho fundamental a la protección de datos, como derecho diferente a la intimidad.

- Libertad de circulación y residencia: Así como de entrar y salir del país sin limitaciones políticas o ideológicas.
- Derecho a un matrimonio igualitario: Con igualdad jurídica entre las partes sociales.

### Derechos y Libertades de ámbito público
- Derecho a la igualdad ante la ley, y prohibición de discriminaciones en el contenido de la ley.
- Derecho a una comunicación libre: Que abarca toda una serie de derechos como: Libertad de expresión, producción y creación literaria, artística, científica, técnica y tarea docente.
- Derecho a la información: A recibirla y emitirla con prohibición expresa de la censura previa, el secuestro administrativo y cualquier maniobra para dificultad el acceso a la información y la cultura.
- Derecho a participar en asuntos públicos: Directamente o mediante representantes democráticos. Incluye el derecho a acceder a la función pública en igualdad de condiciones.
- Derecho de reunión, manifestación y asociación.
- Derecho de petición: Es decir, de poder dirigirse a los poderes públicos.(Artículo 29 de la CE)
- Derecho de participación en asuntos públicos, de forma activa o pasiva.
- Derecho de acceder a cargo público en condiciones de igualdad.

### Derechos constitucionales vinculados con los económicos y sociales
- [1] Derecho a la educación libre y gratuita.
- Libertad de enseñanza y de cátedra.
- Derecho a la autonomía universitaria.
- Libertad sindical y a su vez no obligación de afiliarse.
- Derecho de huelga.
- Derecho a la negociación colectiva y a la afinidad económica.
- Derecho y deber de trabajar: Que incluye a su vez otros derechos fundamentales.
  - Libre elección de profesión u oficio.
  - Promoción a través del puesto de trabajo y mejora del puesto.
  - Remuneración suficiente.
  - No discriminación por edad o sexo en el trabajo.
  - El estado deberá velar por una política de pleno empleo.
  - Derecho a la propiedad privada y a la herencia.

## Principios rectores de la política social y económica
Se encuentran en el capítulo III del Título I de la Constitución. No reconocen auténticos derechos subjetivos, pues con arreglo a artículo 53.3 de la Constitución "El reconocimiento, el respeto y la protección de los principios reconocidos en el Capítulo III, informará la legislación positiva, la práctica judicial y la actuación de los poderes públicos. Solo podrán ser alegados ante la Jurisdicción ordinaria de acuerdo con lo que dispongan las Leyes que los desarrollen". Por tanto, no les son aplicables ninguna de las garantías características de los derechos fundamentales. Entre sus principales efectos prácticos, destacan:
- Son un canon de constitucionalidad de las leyes.
- Al expresar valores de relevancia constitucional, resultan relevantes para determinar la constitucionalidad de las restricciones a los derechos fundamentales.

Suelen identificarse con los derechos económicos, sociales y culturales, aunque existen derechos de este tipo en el Capítulo II, como la educación (artículo 27) o la sindicación y huelga (artículo 28).

## El artículo 10.1 de la Constitución
El Título I de la Constitución se abre con el artículo 10.1, a cuyo tenor "La dignidad de la persona, los derechos inviolables que le son inherentes, el libre desarrollo de la personalidad, el respeto a la Ley y a los derechos de los demás son fundamento del orden político y de la paz social."
Este artículo carece de las garantías propias de los derechos fundamentales y no puede ser alegado por sí solo, aunque sí para interpretar otros.

## Sujeto de los derechos fundamentales
El sujeto activo de un derecho fundamental es aquel que goza del mismo y del cual se predica.
Debe distinguirse la titularidad, que determina de quien se predica el derecho fundamental, y el ejercicio, que es la posibilidad de efectivo disfrute del mismo.
Para ser titular de derechos fundamentales, se requiere en primer lugar la capacidad jurídica, que se predica de todas las personas (artículos 29, 30 y 35 del Código civil), esto es, de los nacidos una vez desprendidos del claustro materno (desde la reforma del artículo 30 del Código civil se eliminan los requisitos de tener forma humana y de que pasen 24 horas desde el desprendimiento) y de las personas jurídicas, públicas y privadas, reconocidas por la legislación sectorial. Entre las personas, resulta problemática la titularidad de derechos fundamentales por los miembros de los siguientes colectivos:
a. - Los extranjeros. Esta cuestión se regula en el Capítulo I del Título I de la Constitución, titulado "De los españoles y los extranjeros".
Deben distinguirse tres grupos de derechos fundamentales:
- Los intrínsecamente ligados a la dignidad humana, que corresponden también a los inmigrantes, en base al artículo 10 de la Constitución, aunque el legislador puede establecer modulaciones de los mismos.
- Los no vinculados a la dignidad humana, que no corresponden constitucionalmente a los extranjeros, sin perjuicio de que el legislador pueda reconocerlos con rango legal y no constitucional.
- Los derechos del artículo 23 de la Constitución (sufragio activo y pasivo y acceso a la función pública)de los cuales se excluye a los extranjeros, "salvo lo que, atendiendo a criterios de reciprocidad, pueda establecerse por Tratado o Ley para el derecho de sufragio activo y pasivo en las elecciones municipales", cláusula que se ha utilizado con los ciudadanos de la Unión Europea y Noruega y que en la actualidad se está extendiendo a otros países.

Los ciudadanos de la Unión Europea, salvo en el ámbito excluido por el artículo 23 de la Constitución, son titulares de todos los derechos en igualdad de condiciones con los españoles, de acuerdo con el artículo 12 del Tratado Constitutivo de la Comunidad Europea que prohíbe toda discriminación por razón de la nacionalidad y la interpretación expansiva que, como principio general del Derecho Comunitario, ha realizado de tal precepto el Tribunal de Justicia de la Unión Europea.
b.- Las personas jurídicas. Si bien la tradición filosófica de los derechos fundamentales los vincula a las personas físicas (piénsese en títulos como la Declaración de los Derechos del Hombre y del Ciudadano) en ocasiones las personas jurídicas han exigido beneficiarse de los mismos. Además, algunos derechos no podrían garantizarse respecto de las personas físicas sin hacer lo propio respecto de las jurídicas (por ejemplo, el derecho de asociación del artículo 22 de la Constitución).
Aunque la Constitución Española no regula con carácter general la materia, si lo hace respecto de algunos concretos derechos (así, en el artículo 16 que garantiza la libertad ideológica, religiosa y de culto de los individuos y las comunidades, mientras que en el artículo 28 que versa sobre libertad sindical.
La jurisprudencia del TC ha reconocido derechos a las personas jurídicas, tales como la tutela judicial efectiva, la inviolabilidad del domicilio, la libertad de expresión e información , el derecho de asociación o el derecho al honor.

### En lo que respecta al ejercicio de derechos fundamentales, existen dos supuestos problemáticos
a.- Los menores de edad. Con arreglo al artículo 12 de la Constitución "Los españoles son mayores de edad a los dieciocho años."
La normativa que desarrolla esta materia consiste básicamente en:
- La Ley Orgánica 1/1996 que reconoce derechos fundamentales de los menores, en términos tales que incorporan su ejercicio directamente por los menores: honor, intimidad y propia imagen (artículo 4), información (artículo 5), libertad ideológica y religiosa (artículo 6), asociación y reunión (artículo 7), libertad de expresión (artículo 8) y a ser oído (artículo 9, vinculado a la tutela judicial efectiva).
- La Convención sobre los Derechos del Niño de Naciones Unidas, que reconoce al niño el ejercicio del derecho a la vida, a la libertad de expresión, ideología y religión, asociación, reunión, inviolabilidad del domicilio, secreto de la correspondencia, honor, información, integridad física y moral con prohibición de las torturas o tratos inhumanos o degradantes, educación, legalidad sancionadora y algunas dimensiones de la tutela judicial efectiva, además de derechos que en España son infraconstitucionales.
- La legislación educativa, contenida básicamente en la Ley Orgánica 2/2006, de 3 de mayo de Educación y en la Ley Orgánica 8/1985, de 3 de julio, reguladora del Derecho a la Educación, reconoce en su ámbito el ejercicio de derechos como educación, asociación, reunión, información, libertad de expresión y la libertad ideológica y religiosa.
- El artículo 162 del Código Civil establece que "Los padres que ostenten la patria potestad tienen la representación legal de sus hijos menores no emancipados. Se exceptúan: Los actos relativos a derechos de la personalidad u otros que el hijo, de acuerdo con las leyes y con sus condiciones de madurez, pueda realizar por sí mismo." Es decir, en ausencia de legislación expresa, el ejercicio de los derechos fundamentales de los menores corresponderá a estos si su grado de madurez subjetiva es suficiente y, encaso contrario, a los padres. De todas formas, los únicos derechos fundamentales cuyo ejercicio no tienen expresamente reconocido los menores son los políticos del artículo 23 y los sindicales y laborales del artículo 28 en el caso de menores de 16 años, por lo que la trascendencia de este artículo es limitada.

b.- Los incapaces. El artículo 200 del Código Civil establece que "Son causas de incapacitación las enfermedades o deficiencias persistentes de carácter físico o psíquico que impidan a la persona gobernarse por sí misma." Con arreglo al artículo 760 de la Ley 1/2000, de 7 de enero, de Enjuiciamiento Civil, "La sentencia que declare la incapacitación determinará la extensión y los límites de ésta", por lo que debe atenderse al régimen de cada concreta sentencia.
Otra cuestión que afecta al sujeto activo de los derechos fundamentales es la renuncia a los mismos. De acuerdo con el artículo 6.2 del Código Civil "La exclusión voluntaria de la Ley aplicable y la renuncia a los derechos en ella reconocidos solo serán válidas cuando no contraríen el interés o el orden público ni perjudiquen a terceros." Pero el artículo 10.1 de la Constitución dice que "los derechos inviolables que le son inherentes" a la persona "son fundamento del orden político", expresión que el Tribunal Constitucional considera equivalente al orden público del artículo 6.2 del Código (Sentencia 42/2000). Por ello, no cabe renuncia a la titularidad del derecho.
Por el contrario, en tanto los derechos no son deberes, la renuncia a su ejercicio en un caso determinado es legítima. Por ejemplo, el artículo 2.3 de la Ley Orgánica 1/1982, de 5 de mayo, de Protección Civil del Derecho al Honor, a la Intimidad Personal y Familiar y a la Propia Imagen prevé que "No se apreciará la existencia de intromisión ilegítima en el ámbito protegido (...) cuando el titular del derecho hubiere otorgado al efecto su consentimiento expreso".
El mayor problema en esta materia se refiere al derecho a la vida (artículo 15 de la Constitución) tanto por ser físicamente necesario para el ejercicio de los demás derechos, como porque no cabe una renuncia al ejercicio que no comporte simultáneamente una renuncia a la titularidad.

### Sujeto pasivo
El sujeto pasivo es aquel que está obligado a soportar, padecer y respetar el ejercicio de los derechos fundamentales por el sujeto activo de los mismos. El sujeto pasivo permite distinguir entre la eficacia vertical de los derechos fundamentales, cuando se oponen a los poderes públicos, y la eficacia horizontal de los mismos, cuando se opone a particulares.
Según el artículo 53.1 de la Constitución "Los derechos y libertades reconocidos en el Capítulo II del presente Título vinculan a todos los poderes públicos."
- Tal vinculación tiene dos sentidos:

1.- Vinculación negativa, como deber pasivo de no vulneración, que se contiene en el artículo 9.1 de la Constitución: «Los poderes públicos están sujetos a la Constitución y al resto del ordenamiento jurídico».
2.- Vinculación positiva, o deber de promoción activa de los mismos, en los términos del artículo 9.2 de la Constitución: «Corresponde a los poderes públicos promover las condiciones para que la libertad y la igualdad del individuo y de los grupos en que se integra sean reales y efectivas; remover los obstáculos que impidan o dificulten su plenitud».
La vinculación positiva se concreta en la necesidad de «organización (servicios públicos y actuaciones materiales y procedimiento (desarrollo legal)».
Una dificultad no resuelta es la del control de la vinculación positiva o de las inconstitucionalidades por omisión. En España, la Sentencia del TC 15/1982, que eximió del reclutamiento a un objetor de conciencia en base al artículo 30.2 de la Constitución, permanece aislada. Por el contrario, el Tribunal Europeo de Derechos Humanos mantiene una sólida jurisprudencia al respecto, ponderando el derecho con las dificultades del Estado para protegerlo (Sentencias Marckx vs Bélgica, McCann vs Reino Unido, Assenov vs Bulgaria o Sovtransavto Holding vs Ucrania).
La principal manifestación de la vinculación positiva son los llamados derechos de configuración legal (Sentencia del TC 23/1982), que incluyen los derechos de sufragio activo y pasivo y de acceso a la función pública (artículo 23 de la Constitución) y a la tutela judicial efectiva (artículo 24). El legislador puede desarrollar estos derechos de diversas maneras, todas ellas constitucionalmente lícitas, pero una vez que ha reconocido una facultad en desarrollo de un derecho fundamental, su vulneración es al mismo tiempo vulneración del derecho fundamental mismo. De esta forma, se protege el ius in officium de los funcionarios y cargos públicos electos y se constitucionaliza buena parte del Derecho Procesal.
La vinculación de los particulares, o eficacia horizontal de los derechos fundamentales, es una cuestión discutida, pues los derechos fundamentales surgieron en oposición al poder político.
El debate al respecto ha estado marcado por la necesidad de que el recurso de amparo se dirija contra «las disposiciones, actos jurídicos, omisiones o simple vía de hecho de los poderes públicos del Estado, las Comunidades Autónomas y demás entes públicos de carácter territorial, corporativo o institucional, así como de sus funcionarios o agentes» (artículo 41 LOTC)y el hecho de que el Tribunal Constitucional haya concedido amparo frente a actos causados por los particulares, atribuyendo la vulneración a la vía judicial previa que no restableció al afectado en la integridad de su derecho (Sentencia 18/1984). Por otro lado, el procedimiento preferente y sumario previsto en el artículo 53.2 de la Constitución (ver abajo) ha sido desarrollado en el orden jurisdiccional social, cuyos pleitos tienen por partes habitualmente a los particulares, por los artículos 175 a 182 del Real Decreto Legislativo 2/1995, de 7 de abril, por el que se aprueba el Texto Refundido de la Ley de Procedimiento Laboral.
El artículo 9.1 de la Constitución dispone que «Los ciudadanos y los poderes públicos están sujetos a la Constitución y al resto del ordenamiento jurídico».
Por su parte, el Real Decreto Legislativo 1/1995, de 24 de maro, por el que se aprueba el Texto Refundido de la Ley del Estatuto de los Trabajadores reconoce en su artículo 4 el derecho de estos al trabajo, la sindicación, huelga, integridad física, no ser discriminado (igualdad), intimidad, reunión, adopción de medidas de conflicto colectivo y negociación colectiva, todos ellos derechos fundamentales. El artículo 17 de esta norma declara nulas las cláusulas y órdenes discriminatorias, mientras que conforme al artículo 55.5 «Será nulo el despido que tenga por móvil alguna de las causas de discriminación prohibidas en la Constitución o en la Ley, o bien se produzca con violación de derechos fundamentales y libertades públicas del trabajador».
El artículo 21 de la Ley Orgánica 1/2002, de 22 de marzo, reguladora del derecho de asociación, reconoce derechos de los asociados frente a la asociación, que son controlables judicialmente, al igual que los incumplimientos de los estatutos internos de las asociaciones (artículo 40 de la misma Ley Orgánica), como vulneración del derecho fundamental de asociación del artículo 22 de la Constitución.
El artículo 1.1 de la Ley Orgánica 1/1982, de 5 de mayo de Protección Civil del Derecho al Honor, a la Intimidad Personal y Familiar y a la Propia Imagen dice que «El Derecho Fundamental al Honor, a la Intimidad Personal y Familiar y a la Propia Imagen, garantizado en el artículo 18 de la Constitución, será protegido civilmente frente a todo género de intromisiones ilegítimas, de acuerdo con lo establecido en la presente Ley Orgánica» mientras el artículo 7 de la misma establece el listado de posibles intromisiones, sin distinguir entre el origen público o privado de las mismas.
Conforme al artículo 2.2 de la Ley Orgánica 3/2007, de 22 de maro, para la Igualdad Efectiva de Mujeres y Hombres "Las obligaciones establecidas en esta Ley serán de aplicación a toda persona, física o jurídica, que se encuentre o actúe en territorio español, cualquiera que fuese su nacionalidad, domicilio o residencia."
En la medida en que estas disposiciones tienen carácter orgánico, deben considerarse desarrollo de sus respectivos derechos fundamentales.

## Eficacia espacio-temporal de los derechos fundamentales
Con arreglo a la Disposición Final de la Constitución "Esta Constitución entrará en vigor el mismo día de la publicación de su texto oficial en el Boletín Oficial del Estado."
La Sentencia del TC 35/1987 niega que la Constitución pueda reabrir procesos que hubiesen sido resueltos con carácter firme antes de su entrada en vigor.
La Sentencia 21/1997, dictada en el caso de una detención en alta mar, asume que los poderes públicos están sometidos a la Constitución también cuando se encuentran fuera del territorio nacional.

## Garantías de los Derechos Fundamentales
Al contrario que las Constituciones semánticas del pasado, a partir de la obra de Kelsen y, sobre todo, de la Segunda Guerra Mundial las Constituciones intentan imponerse como norma efectiva estableciendo diversos mecanismos que garanticen su supremacía y eficacia.
En la Constitución Española de 1978, y en materia de derechos fundamentales, estas garantías se prevén en el Capítulo IV del Título I, titulado «De las Garantías de las Libertades y Derechos Fundamentales», aunque no debe olvidarse el Título IX "Del Tribunal Constitucional".

### Control de constitucionalidad de las leyes y los tratados internacionales
La jerarquía normativa (artículo 9.3 CE) conlleva la nulidad de las leyes que se opongan a la Constitución, también en materia de derechos fundamentales. Los mecanismos al respecto son los propios de cualquier otro control de constitucionalidad: recurso de inconstitucionalidad, cuestión de constitucionalidad y control previo de constitucionalidad de tratados internacionales. El artículo 53.1 de la Constitución señala que "tales derechos y libertades que se tutelarán de acuerdo con lo previsto en el artículo 161.1.a."
El Recurso de inconstitucionalidad, se plantea contra leyes y disposiciones con fuerza de ley (artículo 161.1.a), esto es (artículo 27 de la Ley Orgánica 2/1979, del Tribunal Constitucional, en adelante, LOTC):

1. Los Estatutos de Autonomía y las demás Leyes Orgánicas.
2. Las demás Leyes, disposiciones normativas y actos del Estado con fuerza de Ley. En el caso de los Decretos Legislativos, la competencia del Tribunal se entiende sin perjuicio de lo previsto en el número seis del artículo 82 de la Constitución.
3. Los Tratados Internacionales.
4. Los Reglamentos de las Cámaras y de las Cortes Generales.
5. Las Leyes, actos y disposiciones normativas con fuerza de Ley de las Comunidades Autónomas, con la misma salvedad formulada en el apartado b respecto a los casos de delegación legislativa.
6. Los Reglamentos de las Asambleas Legislativas de las Comunidades Autónomas.

Se interponen en el plazo de tres meses desde la publicación oficial (artículo 33 LOTC), salvo que se presente por el presidente del gobierno contra normas de una Comunidad Autónoma previo procedimiento de conciliación, en cuyo caso el plazo es de 9 meses. Para interponer el recurso, están legitimados «el presidente del Gobierno, el Defensor del Pueblo, cincuenta diputados, cincuenta senadores, los órganos colegiados ejecutivos de las Comunidades Autónomas y, en su caso, las Asambleas de las mismas» (art.162.1.a de la Constitución).
La cuestión de inconstitucionalidad se encuentra prevista por el artículo 163 de la Constitución, con arreglo al cual «Cuando un órgano judicial considere, en algún proceso, que una norma con rango de Ley, aplicable al caso, de cuya validez dependa el fallo, pueda ser contraria a la Constitución, planteará la cuestión ante el Tribunal Constitucional en los supuestos, en la forma y con los efectos que establezca la Ley, que en ningún caso serán suspensivos».
El control previo de los tratados internacionales se encuentra previsto en el artículo 95 de la Constitución, conforme al cual

Artículo 95.
1. La celebración de un Tratado internacional que contenga estipulaciones contrarias a la Constitución exigirá la previa revisión constitucional.
2. El Gobierno o cualquiera de las Cámaras puede requerir al Tribunal Constitucional para que declare si existe o no esa contradicción.

En ningún caso los particulares pueden instar directamente el control de constitucionalidad de las leyes, máxime cuando el TC considera que no vulnera la tutela judicial efectiva la negativa de los tribunales a interponer una cuestión de constitucionalidad (Sentencia 159/1997). El Tribunal Europeo de los Derechos Humanos condenó por ello a España, considerando se causaba indefensión en leyes autoaplicativas de caso único (STEDH Ruiz Mateos vs España).

## Procedimiento agravado de reforma constitucional
La Sección Primera del Capítulo II del Título I de la Constitución solo puede ser modificado por el procedimiento agravado del artículo 168 de la Constitución.

## Reserva de ley
La necesidad de «organización y procedimiento» para garantizar la efectividad de los derechos fundamentales, la estructura abierta de muchos preceptos constitucionales y su fuerza expansiva han originado la necesidad de que los enunciados constitucionales sean desarrollados por normas de rango inferior.
Con arreglo al artículo 53.1 de la Constitución «Los derechos y libertades reconocidos en el Capítulo II del presente Título (...). Solo por ley, que en todo caso deberá respetar su contenido esencial, podrá regularse el ejercicio de tales derechos y libertades».
De esta forma, se evita que puedan ser reguladas por reglamentos independientes, sin perjuicio del posible desarrollo de las leyes en materia de derechos fundamentales por reglamentos ejecutivos.
La justificación de la reserva de ley es triple:
- La mayor legitimidad democrática del legislador, toda vez que representa al pueblo español (artículo 66 de la Constitución) y es elegido periódicamente por sufragio universal, igual, libre, directo y secreto (artículos 68.1, 69.2 y 152.1 de la Constitución).
- La publicidad y participación de las minorías que caracteriza al procedimiento legislativo.
- La concepción clásica del legislador como un órgano racional que, tras el debate en profundidad entre todas las posiciones, alcanzaría una solución que, casi inefablemente, representaría la voluntad general.

La reserva de ley puede ser cubierta por leyes de Comunidades Autónomas (aunque esto se dificulta por el artículo 149.1.1º de la Constitución, a cuyo tenor es competencia exclusiva del Estado "La regulación de las condiciones básicas que garanticen la igualdad de todos los españoles en el ejercicio de los derechos y en el cumplimiento de los deberes constitucionales") y por decretos legislativos, aunque no por decretos-leyes, que "no podrán afectar (...) a los derechos, deberes y libertades de los ciudadanos regulados en el Título Primero," "artículo 86.1. de la Constitución, lo que ha sido interpretado como que no puede realizar una regulación integral del derecho o afectar a sus elementos esenciales (Sentencia del TC 111/1983).
Por su parte, el artículo 81 de la Constitución establece que "Son leyes orgánicas las relativas al desarrollo de los derechos fundamentales y de las libertades públicas".
Las leyes orgánicas se caracterizan porque "La aprobación, modificación o derogación de las Leyes orgánicas exigirá mayoría absoluta del Congreso, en una votación final sobre el conjunto del proyecto" (artículo 81.2 de la Constitución). La intervención del Congreso excluye, por otro lado, que las Comunidades Autónomas puedan legislar en la materia.
De acuerdo con la jurisprudencia del Tribunal Constitucional (Sentencia 76/1983), la reserva de ley orgánica solo se aplica a los derechos contenidos en la Sección Primera del Capítulo II del Título I de la Constitución. Además (Sentencia 101/1991), se limita a las disposiciones que contengan un desarrollo directo del derecho o que afecten a aspectos consustanciales, pero no a aquellas que "afecten a elementos no necesarios sin incidir sobre el ámbito y los límites" del derecho concernido. En este último caso, es de aplicación la reserva de ley del artículo 53.1 de la Constitución.
Debido a las reservas de ley mencionadas, las remisiones a la ley que se encuentran en otros preceptos constitucionales no pueden ser consideradas reservas de ley. A menudo, su objetivo en habilitar al legislador para la introducción de una limitación a un derecho fundamental.

## Principio de legalidad
Sin perjuicio de que "Los derechos y libertades reconocidos en el Capítulo II del presente Título vinculan a todos los poderes públicos" (artículo 53.1 de la Constitución), la Administración debe actuar "con sometimiento pleno a la ley y al Derecho" (artículo 103 de la Constitución)y los órganos judiciales están "sometidos únicamente al imperio de la Ley" (artículo 117 de la Constitución).

## Reserva de jurisdicción
En algunos casos, la Constitución exige la intervención judicial en garantía de los derechos fundamentales, excluyendo una mera intervención administrativa, así, la privación de libertad (artículo 17) o la entrada en domicilio (artículo 18). Se fundamenta en el carácter apolítico e imparcial de los órganos jurisdiccionales.

## Control judicial de los actos administrativos
- Conforme al artículo 106 de la Constitución:

1. Los Tribunales controlan la potestad reglamentaria y la legalidad de la actuación administrativa, así como el sometimiento de ésta a los fines que la justifican.
2. Los particulares, en los términos establecidos por la ley, tendrán derecho a ser indemnizados por toda lesión que sufran en cualquiera de sus bienes y derechos, salvo en los casos de fuerza mayor, siempre que la lesión sea consecuencia del funcionamiento de los servicios públicos.

## Procedimiento preferente y sumario de protección de los derechos fundamentales
El artículo 53.2 de la Constitución establece que «Cualquier ciudadano podrá recabar la tutela de las libertades y derechos reconocidos en el artículo 14 y la Sección Primera del Capítulo II ante los Tribunales ordinarios por un procedimiento basado en los principios de preferencia y sumariedad». Su objeto, por tanto, se extiende al artículo 14 y a la Sección Primera del Capítulo II de Título I de la Constitución.
Este procedimiento se desarrolló por la Ley 62/1978, de 26 de diciembre, de Protección Jurisdiccional de los Derechos Fundamentales de la Persona, elaborada paralelamente a la Constitución y que hoy se encuentra derogada.
En la actualidad, la regulación de este procedimiento se encuentra en diversas leyes en función del orden jurisdiccional:
- Artículos 114 a 122 de la Ley 29/1998, de 13 de julio de la Jurisdicción Contencioso-Administrativa. Si bien (artículo 114 de la Ley 29/1998) "Podrán hacerse valer en este proceso las pretensiones a que se refieren los artículos 31 y 32", es decir, todas las pretensiones deducibles en la vía contenciosa, ello solo será "siempre que tengan como finalidad la de restablecer o preservar los derechos o libertades por razón de los cuales el recurso hubiere sido formulado". El carácter preferente (artículo 114 de la Ley) se concreta en la brevedad de los plazos. Así (artículo 115)"El plazo para interponer este recurso será de diez días, que se computarán, según los casos, desde el día siguiente al de notificación del acto, publicación de la disposición impugnada, requerimiento para el cese de la vía de hecho, o transcurso del plazo fijado para la resolución, sin más trámites" por lo que no se exige el agotamiento de la vía administrativa. Contra la sentencia "procederá siempre la apelación" (artículo 121 de la Ley). También puede acudirse al procedimiento ordinario, o a ambos. 
El artículo 122 de la Ley regula un procedimiento específico "En el caso de prohibición o de propuesta de modificación de reuniones" caracterizado por la extrema brevedad de los plazos: «El recurso se interpondrá dentro de las cuarenta y ocho horas siguientes a la notificación de la prohibición o modificación» y «El Tribunal, en el plazo improrrogable de cuatro días, (...) resolverá sin ulterior recurso». Es en esta jurisdicción donde el procedimiento preferente y sumario es más frecuentemente utilizado.
- Artículos 175 a 182 del Real Decreto Legislativo 2/1995, de 7 de abril, por el que se aprueba el Texto Refundido de la Ley de Procedimiento Laboral. Al contrario que el anterior, el artículo 176 de esta norma dice: "sin posibilidad de acumulación con acciones de otra naturaleza o con idéntica pretensión basada en fundamentos diversos a la tutela de la citada libertad." Coincide con el anterior, sin embargo, en la limitación de su objeto (artículo 176: «El objeto del presente proceso queda limitado al conocimiento de la lesión de la libertad sindical») y su carácter preferente (art.177: «La tramitación de estos procesos tendrá carácter urgente a todos los efectos, siendo preferente respecto de todos los que se sigan en el Juzgado o Tribunal. Los recursos que se interpongan se resolverán por el Tribunal con igual preferencia». Su principal peculiaridad (artículo 175) es la legitimación activa de la que gozan los sindicatos para personarse en el proceso.
- Artículo 518 de la Ley Orgánica 2/1989, de 13 de abril, Procesal Militar. El recurso no exige el agotamiento de la vía administrativa previa, pero su objeto está limitado a los derechos fundamentales susceptibles de este procedimiento (no pueden acumularse otras pretensiones). Los plazos son reducidos, así, de cinco días para la interposición del recurso.
- Ley Orgánica 6/1984, de 24 de mayo, Reguladora del Procedimiento de Habeas Corpus, exigencia del artículo 17.4 de la Constitución.

## Recurso de amparo
Su ámbito se extiende a vulneraciones de los derechos reconocidos en la Sección Primera del Capítulo II Título I de la Constitución, así como en los artículos 14 y 30.2 de la Constitución, tal como establece el artículo 53.2 de la Constitución: "Cualquier ciudadano podrá recabar la tutela de las libertades y derechos reconocidos en el artículo 14 y la Sección Primera del Capítulo II ante los Tribunales ordinarios por un procedimiento basado en los principios de preferencia y sumariedad y, en su caso, a través del recurso de amparo ante el Tribunal Constitucional. Este último recurso será aplicable a la objeción de conciencia reconocida en el artículo 30." No se extiende, sin embargo, a aquellos preceptos que, estando situados en la Sección Primera, no reconocen derechos fundamentales (STC 93/1983).
Están legitimados "Para interponer el recurso de amparo, toda persona natural o jurídica que invoque un interés legítimo, así como el Defensor del Pueblo y el Ministerio Fiscal" (artículo 162.1.b.CE.).
"Toda persona natural o jurídica que invoque un interés legítimo" no es solo el titular del derecho fundamental. Así, el Tribunal Constitucional ha admitido, entre otros, a los sindicatos en relación con los derechos de sus afiliados en el ámbito laboral (Sentencia 114/2002).
En el caso de que el recurso sea presentado por el Defensor del Pueblo o el Ministerio Fiscal "la sala competente para conocer del amparo constitucional lo comunicará a los posibles agraviados que fueran conocidos y ordenará anunciar la interposición del recurso en el Boletín Oficial del Estado a efectos de comparecencia de otros posibles interesados. Dicha publicación tendrá carácter preferente" (artículo 46 LOTC).
Además, conforme al artículo 47 LOTC "Uno. Podrán comparecer en el proceso de amparo constitucional, con el carácter de demandado o con el de coadyuvante, las personas favorecidas por la decisión, acto o hecho en razón del cual se formule el recurso que ostenten un interés legítimo en el mismo. Dos. El Ministerio Fiscal intervendrá en todos los procesos de amparo, en defensa de la legalidad, de los derechos de los ciudadanos y del interés público tuteado por la Ley."
El colapso del Tribunal Constitucional que este recurso ha provocado motivó una reforma en profundidad del mismo mediante la Ley Orgánica 6/2007, de 24 de mayo, por la que se modifica la Ley Orgánica 2/1979, de 3 de octubre, del Tribunal Constitucional.
El objeto del recurso de amparo consiste en (artículo 41 LOTC) "las disposiciones, actos jurídicos, omisiones o simple vía de hecho de los poderes públicos del Estado, las Comunidades Autónomas y demás entes públicos de carácter territorial, corporativo o institucional, así como de sus funcionarios o agentes." ya tengan carácter administrativo (artículo 43), judicial (artículo 44), o incluso parlamentario, siempre que no tengan rango de ley (artículo 42).
Se ha discutido en la doctrina la procedencia de recursos contra actos de los particulares, lo que se relaciona con la cuestión de la eficacia horizontal de los derechos fundamentales. En la práctica, y dado el carácter subsidiario del recurso de amparo, el TC lo admite, atribuyendo la vulneración del derecho fundamental al órgano judicial que no restableció en su derecho al recurrente de amparo.
El carácter subsidiario implica:
- Procesalmente, que solo se podrá acudir en amparo cuando haya recaído sentencia firme de los órganos jurisdiccionales, salvo en el caso de actos y disposiciones parlamentarias, en las que se exige la firmeza en el ámbito interno. Por excepción, el TC permite el recurso de amparo sin agotamiento de la vía previa cuando lo contrario perpetuaría la vulneración o haría imposible el restablecimiento (Sentencia del Tribunal Constitucional 121/2000). Para dificultar el cumplimiento de este requisito, la Ley Orgánica 6/2007 modificó el artículo 241 de la Ley Orgánica del Poder Judicial, que ahora dispone que "Sin embargo, excepcionalmente, quienes sean parte legítima o hubieran debido serlo podrán pedir por escrito que se declare la nulidad de actuaciones fundada en cualquier vulneración de un derecho fundamental de los referidos en el artículo 53.2 de la Constitución, siempre que no haya podido denunciarse antes de recaer resolución que ponga fin al proceso y siempre que dicha resolución no sea susceptible de recurso ordinario ni extraordinario."
- Materialmente, que la vulneración de derechos fundamentales debe haberse alegado en la vía judicial previa (aunque ello se viene interpretando de manera no formalista)siempre que hubiese momento procesal oportuno para ello.

### Requisitos
- En el caso de disposiciones o actos parlamentarios sin valor de ley (artículo 42) en el plazo de tres meses desde que el acto o disposición es firme.
- En el caso de actos, disposiciones, omisiones o vías de hecho administrativas (artículo 43) en el plazo de veinte días desde la notificación de la sentencia judicialfirme.
- Cuando la vulneración se haya producido por órganos judiciales, en el plazo de 30 días desde la notificación de la sentencia firme (artículo 44). El TC no entrará a analizar la situación de hecho que dio lugar al litigio.

El recurso se presenta mediante la interposición de una demanda "en la que se expondrán con claridad y concisión los hechos que la fundamenten, se citarán los preceptos constitucionales que se estimen infringidos y se fijará con precisión el amparo que se solicita para preservar o restablecer el derecho o libertad que se considere vulnerado" (artículo 49 LOTC).
La gran novedad de la LO 6/2007 es que establece que "En todo caso, la demanda justificará la especial trascendencia constitucional del recurso" (artículo 49)y que es requisito de admisibilidad "Que el contenido del recurso justifique una decisión sobre el fondo por parte del Tribunal Constitucional en razón de su especial trascendencia constitucional, que se apreciará atendiendo a su importancia para la interpretación de la Constitución, para su aplicación o para su general eficacia, y para la determinación del contenido y alcance de los derechos fundamentales." Este elemento ha sido criticado por parte de la doctrina, que estima que con ello el recurso de amparo se orienta hacia la dimensión objetiva de los derechos fundamentales, abandonando la defensa de los derechos subjetivos.
El conocimiento de los recursos de amparo corresponde a las Salas o a las Secciones (artículo 48 LOTC), aunque antes de la reforma por Ley Orgánica 6/2007 correspondía a las Salas o al Pleno.

## Límites
La delimitación de los derechos fundamentales consiste en establecer el conjunto de situaciones en las cuales, prima facie, adquiere relevancia un derecho fundamental determinado.
Al respecto, la doctrina suele distinguir entre un núcleo de certeza y un halo de incertidumbre. La delimitación de los derechos fundamentales da lugar a dos teorías:
- Teoría estricta (Ignacio de Otto) para la cual solo el núcleo de certeza posee relevancia constitucional. Aunque de esta forma se garantiza el principio de seguridad jurídica (artículo 9.1 de la Constitución), se la ha criticado por obviar la cláusula general de libertad (artículo 10.1 de la Constitución).
- Una concepción amplia, que considera incluido tanto el núcleo de certeza como el halo de incertidumbre, y que es la mayoritaria. Así, siempre que un derecho fundamental pueda vincularse racionalmente a un acto jurídico, este quedará protegido mientras no haya otro bien protegido que entre en conflicto.

### Tipos
No todo el ámbito delimitado queda protegido, sino que dentro del mismo es posible encontrar limitaciones de tres tipos:
- Limitaciones internas expresas. La Constitución las establece explícitamente. Así, el artículo 21.1 reconoce "el derecho de reunión pacífica y sin armas."
- Limitaciones internas lógicas o inmanentes. Aunque no aparecen expresamente en la Constitución, el reconocimiento por esta de diversos bienes jurídicos obliga a una ponderación entre ellos.
- Limitaciones externas o contingentes. La Constitución habilita al legislador para introducirlas si lo estima conveniente. Por ejemplo, el artículo 28.1 de la Constitución, referido a la libertad sindical, previene que "La Ley podrá limitar o exceptuar el ejercicio de este derecho a las Fuerzas o Institutos armados o a los demás Cuerpos sometidos a disciplina militar y regulará las peculiaridades de su ejercicio para los funcionarios públicos."

### Requisitos
La constitucionalidad de las limitaciones a los derechos fundamentales exige dos requisitos:
- Respeto al contenido esencial. Con arreglo al artículo 53.1 de la Constitución «Sólo por Ley, que en todo caso deberá respetar su contenido esencial, podrá regularse el ejercicio de tales derechos y libertades». El contenido esencial, procedente del artículo 19 de la Constitución de Alemania fue definido por la Sentencia del Tribunal Constitucional 11/1981, para la cual deben utilizarse dos caminos complementarios entre sí:
  - «La naturaleza jurídica o el modo de concebir o de configurar cada derecho». El contenido esencial estaría determinado por las «ideas generalizadas y convicciones generalmente admitidas entre los juristas, los jueces y en general los especialistas en Derecho» y consistiría en «aquellas facultades o posibilidades de actuación necesarias para que el derecho sea recognoscible», aunque «referido al momento histórico presente y a las condiciones inherentes a las sociedades democráticas».
  - "Los intereses jurídicamente protegidos" de forma que el contenido esencial incluiría "aquella parte del contenido del derecho que es absolutamente necesaria para que los intereses jurídicamente protegidos (...) resulten real, concreta y efectivamente protegidos". Se vulneraría el contenido esencial «cuando el derecho queda sometido a limitaciones que lo hacen impracticable, lo dificultan más allá de lo razonable o lo despojan de la necesaria protección».
  - La doctrina del Tribunal Constitucional ha sido, sin embargo, criticada por autores como Pedro Cruz Villalón, para quien el contenido esencial vendría determinado por las convicciones sociojurídicas imperantes en cada momento, que determinarían lo que el legislador se encuentra habilitado o no a regular.
- Superación del juicio de proporcionalidad o ponderación (Sentencia del TC 76/1990), que procede del Tribunal de Justicia de la Unión Europea que lo recogió a su vez de la justicia alemana. Este juicio exige:
  - Que el fin que se persigue mediante la limitación del derecho fundamental sea legítimo. La doctrina ha discutido si es preciso o no que el fin del que se trate tenga un reflejo en la Constitución. En todo caso, resolver dudas al respecto es una de las principales virtualidades de los Principios rectores de la Política Económica y Social.
  - Que la limitación sea adecuada para el fin que se persigue y necesaria, en el sentido de que el fin no pueda conseguirse por un medio menos gravoso.
  - Que sea proporcionada en sentido estricto, es decir, que no suponga un sacrificio excesivo del derecho fundamental en relación con el fin que se pretende conseguir. Por ello, es preferible una transacción de los diversos intereses en juego que el completo sacrificio de uno de ellos.

El artículo 7 del Código Civil establece que

"1. Los derechos deberán ejercitarse conforme a las exigencias de la buena fe.
2. La Ley no ampara el abuso del derecho o el ejercicio antisocial del mismo. Todo acto u omisión que por la intención de su autor, por su objeto o por las circunstancias en que se realice sobrepase manifiestamente los límites normales del ejercicio de un derecho, con daño para tercero, dará lugar a la correspondiente indemnización y a la adopción de las medidas judiciales o administrativas que impidan la persistencia en el abuso."

El Tribunal Constitucional ha aplicado esta limitación en la Sentencia 115/2000, en el caso de una empleada de hogar que reveló detalles de la vida personal de su empleadora, abusando de su derecho a transmitir información, en la Sentencia 95/1999, en relación a la negativa a someterse a la prueba de paternidad y en la Sentencia 214/1991, que rechazó el amparo solicitado, en virtud de la libertad de expresión a un dirigente neonazi que fue condenado por difamar a las víctimas del holocausto. Aunque estas sentencias permanecen aisladas, el debate sobre la conveniencia de permitir el hate speech muestra la actualidad de la cuestión.

## Suspensión de derechos fundamentales
Se regula en el Capítulo V del Título I de la Constitución, que establece dos supuestos:
- Suspensión colectiva de derechos: "Los derechos reconocidos en los artículos 17, 18, apartados 2 y 3; artículos 19, 20, apartados 1, a y d, y 5, artículos 21, 28, apartado 2, y artículo 37, apartado 2, podrán ser suspendidos cuando se acuerde la declaración del estado de excepción o de sitio en los términos previstos en la Constitución. Se exceptúa de lo establecido anteriormente el apartado 3 del artículo 17 para el supuesto de declaración de estado de excepción" (artículo 55.1 de la Constitución). Se desarrolla por la Ley Orgánica 4/1981, de 1 de junio, de los Estados de Alarma, Excepción y Sitio). Al declararse el estado de excepción o de sitio, debe determinarse expresamente que derechos se suspenden (artículos 13.2.a 32.2 de la Ley Orgánica 4/1981). Hasta la fecha no ha sido aplicada.

- Suspensión individual de derechos: «Una Ley Orgánica podrá determinar la forma y los casos en los que, de forma individual y con la necesaria intervención judicial y el adecuado control parlamentario, los derechos reconocidos en los artículos 17, apartado 2, y 18, apartados 2 y 3, pueden ser suspendidos para personas determinadas, en relación con las investigaciones correspondientes a la actuación de bandas armadas o elementos terroristas. La utilización injustificada o abusiva de las facultades reconocidas en dicha Ley orgánica producirá responsabilidad penal, como violación de los derechos y libertades reconocidos por las Leyes» "artículo 55.2 de la Constitución). Se establecen por tanto graves garantías (reserva de ley orgánica, intervención judicial, control parlamentario, responsabilidad penal en caso de exceso). El desarrollo de este precepto se encuentra en la Ley de Enjuiciamiento Criminal:
  - El artículo 520 bis permite, mediante resolución judicial motivada dictada en las 24 horas siguientes a la solicitud, que deberá presentarse en las primeras 48 horas de la detención, prorrogar una detención 48 horas más. Por tanto, al ser el plazo ordinario de 72 horas (artículo 17.2 de la Constitución, la detención podrá llegar a los cinco días).
Además, se prevé la incomunicación del detenido desde que se solicita al juez, que debe ratificarla en el plazo de 24 horas.
  - El artículo 553 autoriza el registro domiciliario con comunicación posterior al juez, en lugar de la autorización previa que con carácter general prescribe el artículo 18.2 de la Constitución.
  - El artículo 579.4 permite a las Fuerzas de Seguridad la interceptación de las comunicaciones, comunicándolo inmediatamente al juez, que en el plazo de 72 horas deberá autorizar o levantar la medida. Exceptúa al artículo 18.3 de la Constitución, que exige autorización judicial previa.